# Rani Rosius
Rani Rosius, född 25 april 2000, är en belgisk kortdistanslöpare. 
Hon har blivit belgisk mästare utomhus tre gånger (100 meter 2020, 2021 och 2022) samt belgisk mästare inomhus tre gånger (60 meter 2021, 2022 och 2023).

## Karriär
I juli 2021 tog Rosius silver på 100 meter vid U23-EM i Tallinn efter ett lopp på 11,43 sekunder.
I mars 2023 vid inomhus-EM i Istanbul slutade Rosius på fjärde plats på 60 meter och noterade ett nytt personbästa på 7,15 sekunder.

## Personliga rekord
| Utomhus - 100 meter – 11,18 s (Budapest, 20 augusti 2023) - 200 meter – 23,46 s (Gent, 18 maj 2023) | Inomhus - 60 meter – 7,12 s (Glasgow, 2 mars 2024) - 200 meter – 24,36 s (Louvain-la-Neuve, 29 februari 2020) |